# جبريل بورك
جبريل بورك هو لاعب هوكي جليد كندي، ولد في 23 سبتمبر 1990 في ريموسكي في كندا.

## وصلات خارجية
- جبريل بورك على موقع دوري الهوكي الوطني (الإنجليزية)
- جبريل بورك على موقع EliteProspects.com (الإنجليزية)
- جبريل بورك على موقع HockeyDB.com (الإنجليزية)
- جبريل بورك على موقع Hockey-Reference.com (الإنجليزية)